# Angelo Maresca
Angelo Maresca (Castelfidardo, 27 novembre 1963) è un attore e regista italiano.

## Biografia
Figlio di Arturo Maresca, Angelo ha studiato all'American Conservatory Theater di San Francisco. Dopo il diploma, sempre negli Stati Uniti, ha debuttato in teatro con la medesima compagnia dell'accademia, interpretando la parte del protagonista in A View from the Bridge e A Rose Tatoo per la regia di J. Losckmann. Ha recitato poi nella soap opera americana General Hospital prodotta dall'ABC, interpretando per diverse serie il dottore cubano Antonio. Tornato in Italia ha scritto, insieme a Barbara Zolezzi, il libro L'avogador e i delitti della vera da pozzo. Al cinema lavora nel film La Bella di Mosca al fianco di Ivana Monti per la regia di Cesare Ferrario, e poi con il regista Claudio Bonivento e Stefano Reali nel film I Terrazzi.
Sempre con Stefano Reali lavora in tv in diverse fiction di successo. Ma il teatro come attore lo stimola di più e ci si dedica portando in scena un monologo di un’opera di E. Bogosian per la regia di Stefano Reali e per diversi anni lavora nei maggiori teatri di tutta Italia a fianco del maestro Mario Scaccia e Debora Caprioglio, che sposerà nel 2008. Lavora con Mariano Rigillo nella Dodicesima Notte di Shakespeare, poi scrive, dirige e interpreta il cortometraggio Clochard a fianco di Laura Baldi. Il cortometraggio vince 12 premi in diversi importanti festival internazionali e questo gli dà lo stimolo di dedicarsi alla scrittura e alla regia. Nel 2013 scrive e dirige la sua opera prima al cinema La madre.

## Filmografia
- Cient'anne, regia di Ninì Grassia (2009)
- La bella di Mosca, regia di Cesare Ferrario (2001)
- La madre, regia di Angelo Maresca (2014)
- Ménage, regia di Angelo Maresca (2018)